# 田中由子
田中 由子（たなか よしこ、1944年12月28日 - ）は、日本の元裁判官。中央大学卒業。横浜家庭裁判所所長を最後に定年退官し、日本大学大学院法務研究科教授。

## 略歴
- 1970年　弁護士登録（第一東京弁護士会）
- 1973年　判事補任官。大阪地裁、札幌地家裁、東京家裁に勤務
- 1980年　東京家庭裁判所判事
- 1997年　静岡地家裁部総括判事
- 2001年　水戸家庭裁判所所長
- 2003年　名古屋高等裁判所部総括判事
- 2006年7月    さいたま家庭裁判所所長
- 2008年12月 横浜家庭裁判所所長
- 2009年12月 定年退官

## 主な担当事件
| スタブアイコン | サブスタブ | この項目は、まだ閲覧者の調べものの参照としては役立たない、人物に関連した書きかけの項目です。この項目を加筆・訂正などしてくださる協力者を求めています（P:人物伝/PJ:人物伝）。 |